# Іст-Емвелл Тауншип (Нью-Джерсі)
Іст-Емвелл Тауншип (англ. East Amwell Township) — селище (англ. township) в США, в окрузі Гантердон штату Нью-Джерсі. Населення — 3917 осіб (2020).

## Демографія
Згідно з переписом 2010 року, у селищі мешкало 4013 осіб у 1518 домогосподарствах у складі 1155 родин. Було 1580 помешкань
Расовий склад населення:
| - 95,8 % — білих - 1,4 % — азіатів - 1,2 % — чорних або афроамериканців |

До двох чи більше рас належало 0,8 %. Частка іспаномовних становила 2,8 % від усіх жителів.
За віковим діапазоном населення розподілялося таким чином: 22,0 % — особи молодші 18 років, 63,8 % — особи у віці 18—64 років, 14,2 % — особи у віці 65 років та старші. Медіана віку мешканця становила 46,8 року. На 100 осіб жіночої статі у селищі припадало 106,9 чоловіків;  на 100 жінок у віці від 18 років та старших — 101,0 чоловіків також старших 18 років.
Середній дохід на одне домашнє господарство  становив 129 769 доларів США (медіана — 97 031), а середній дохід на одну сім'ю — 141 150 доларів (медіана — 116 250). Медіана доходів становила 65 139 доларів для чоловіків та 53 578 доларів для жінок. За межею бідності перебувало 5,1 % осіб, у тому числі 4,0 % дітей у віці до 18 років та 4,4 % осіб у віці 65 років та старших.
Цивільне працевлаштоване населення становило 2204 особи. Основні галузі зайнятості: освіта, охорона здоров'я та соціальна допомога — 21,4 %, роздрібна торгівля — 15,9 %, науковці, спеціалісти, менеджери — 12,6 %, виробництво — 10,8 %.